# ППМ изоляция

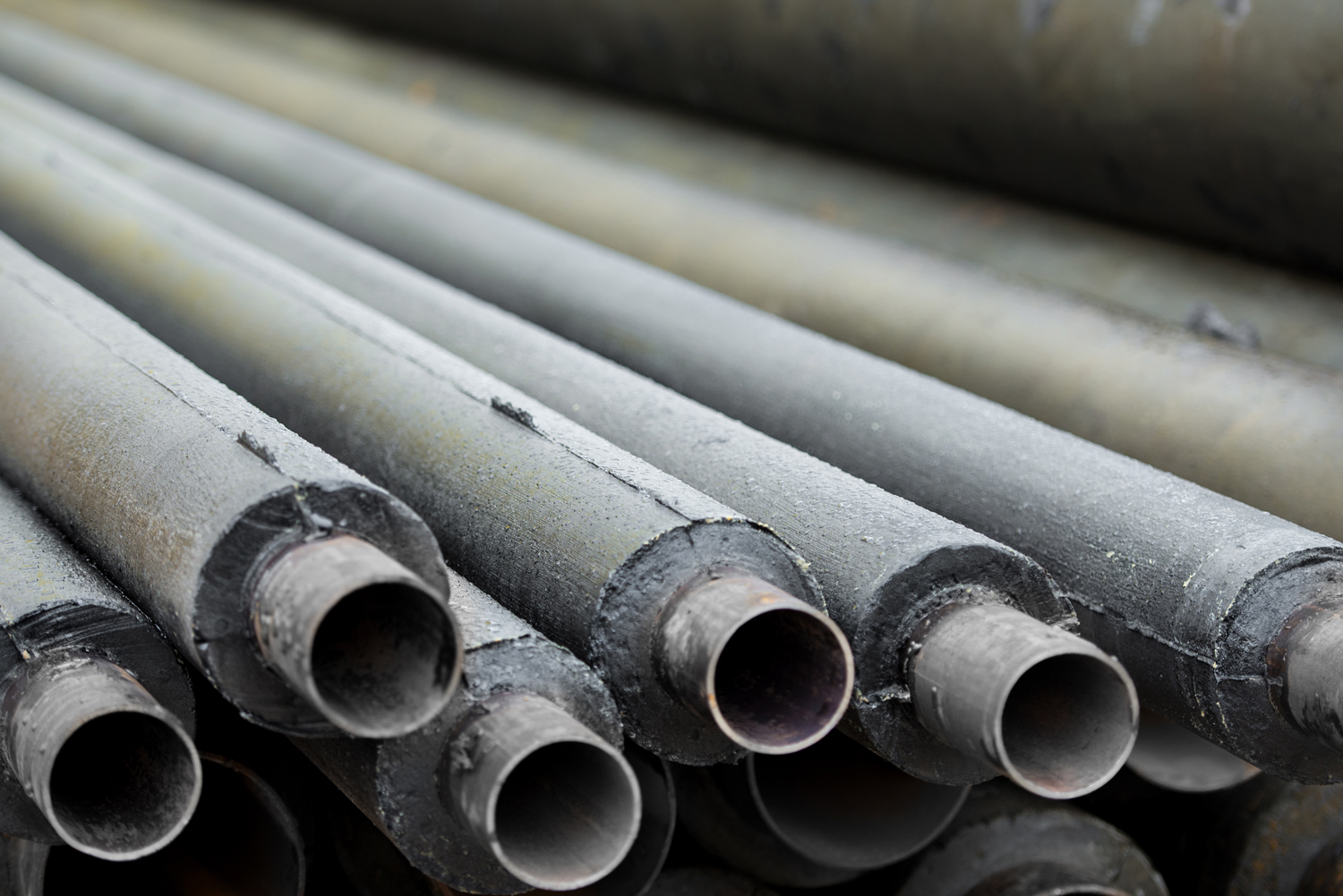
ППМ изоляция на трубах

ППМ (пенополимерминеральная) изоляция — тепловая изоляция на основе полиуретановых компонентов и минерального наполнителя. Применяется для утепления трубопроводов тепловых сетей. Входит в число «представительных конструкций теплопроводов», рекомендованных СП 124.13330.2012 «Тепловые сети» для подземной бесканальной прокладки тепловых сетей.

## Основные компоненты

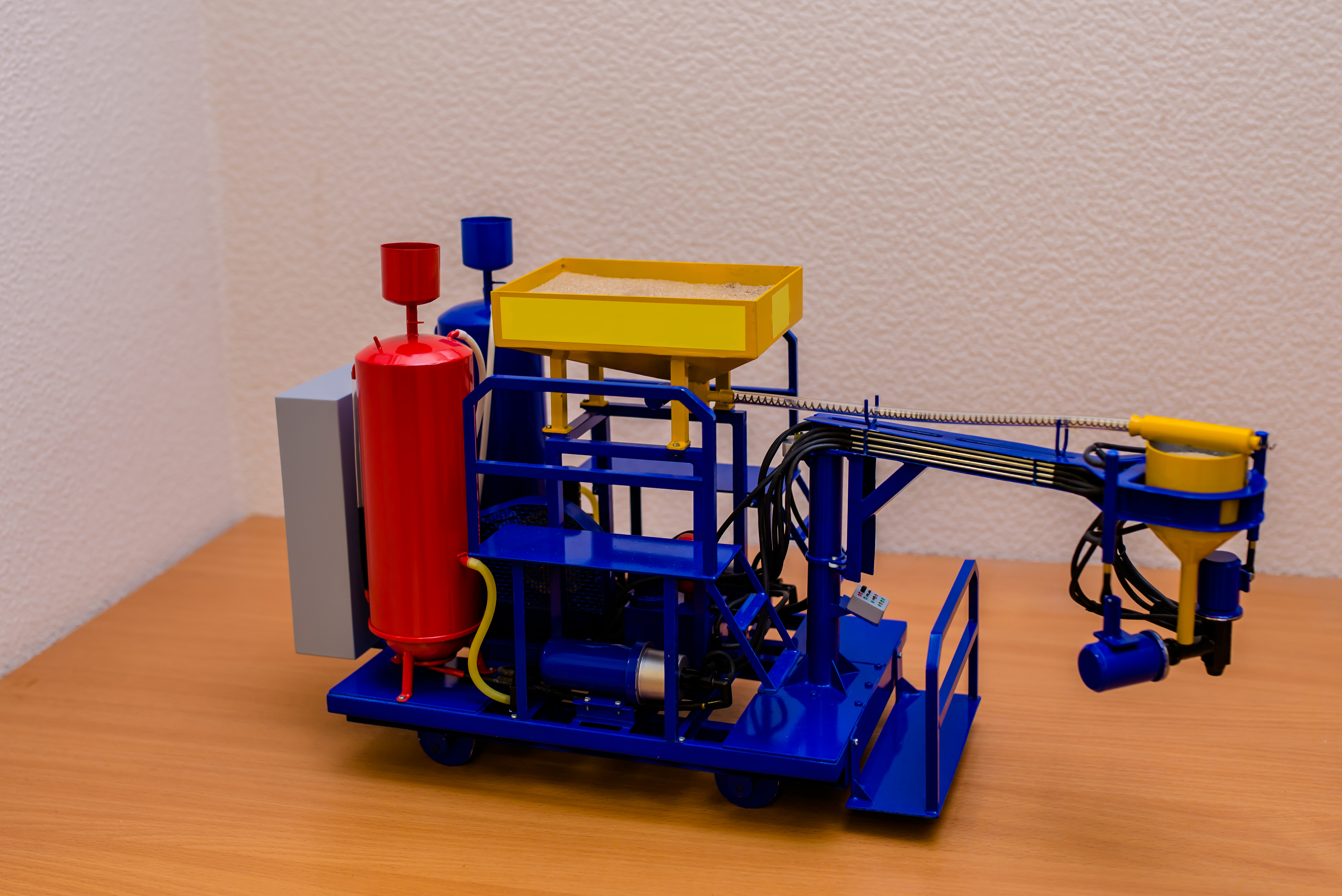
Модель заливочной машины для ППМ изоляции

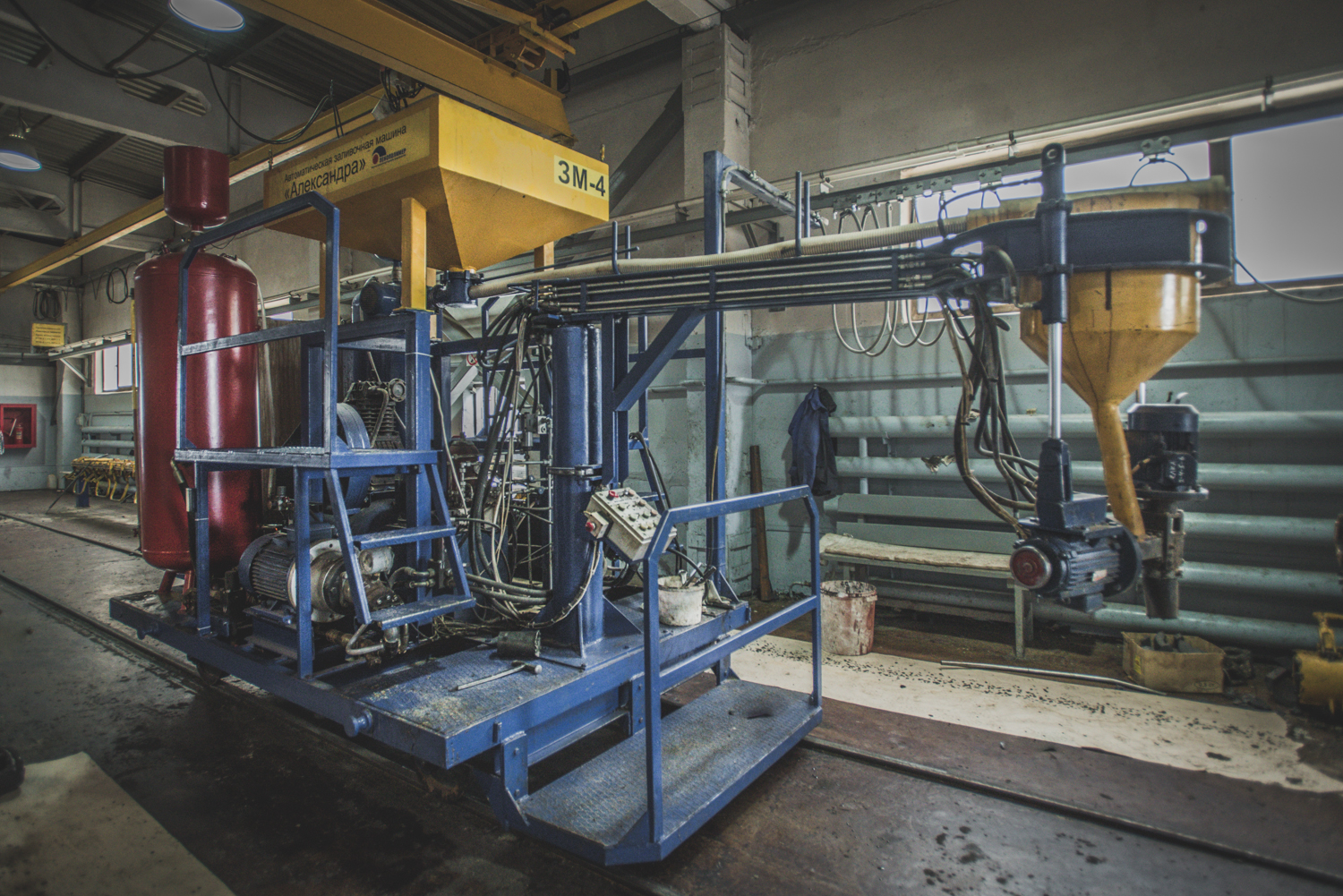
Автоматическая заливочная машина для ППМ изоляции

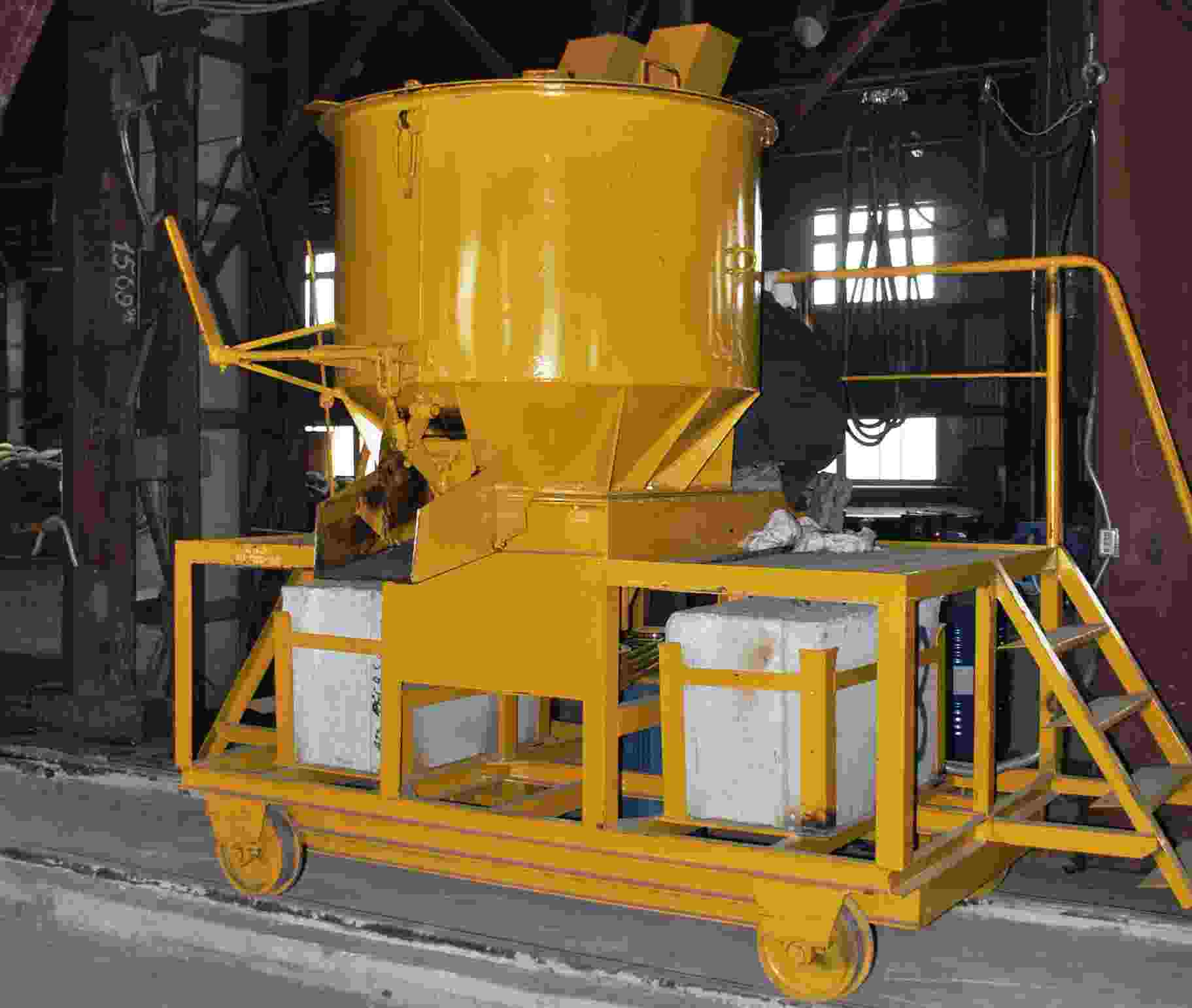
Смеситель компонентов для получения ППМ изоляции

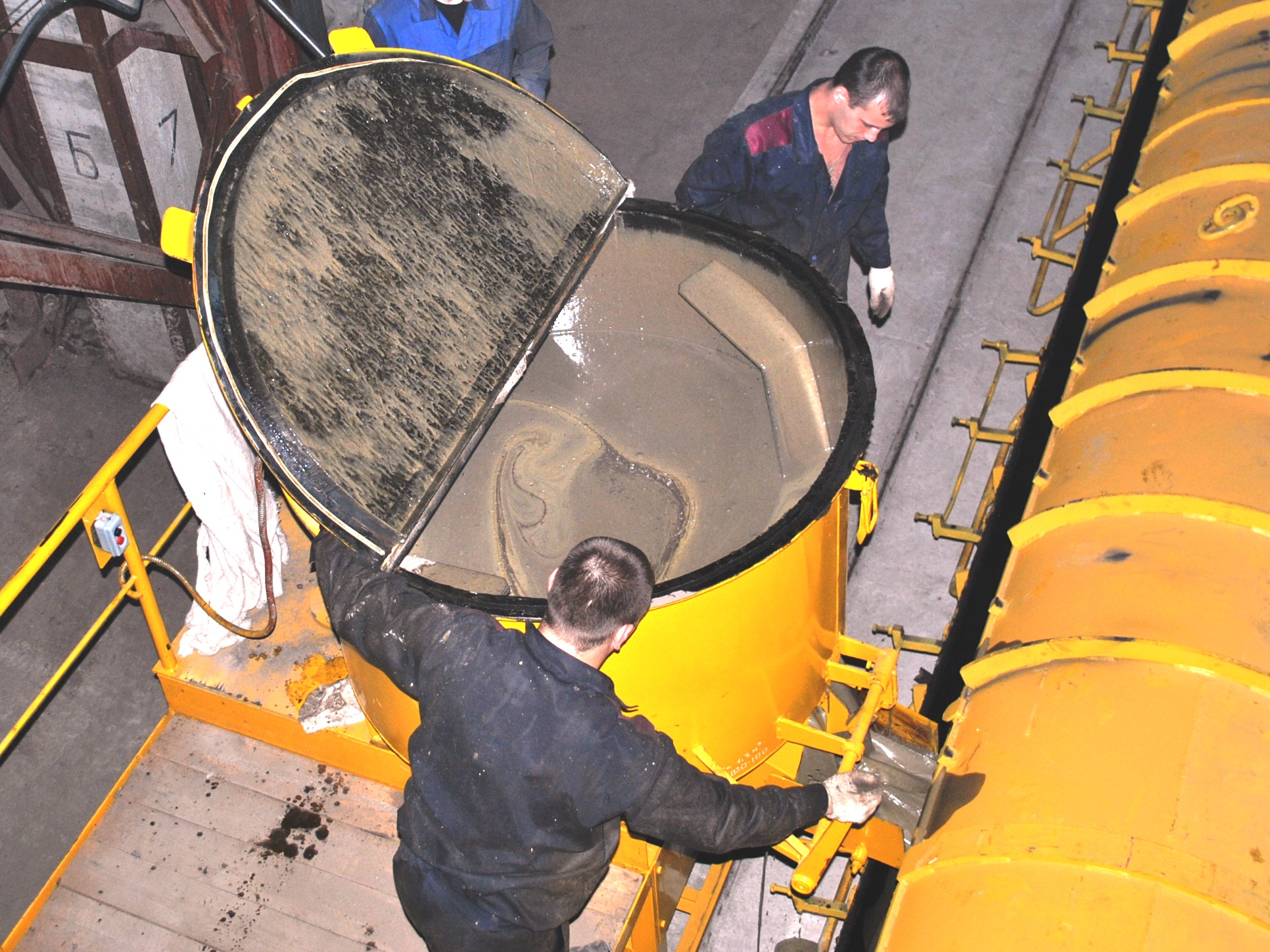
Смеситель компонентов в работе

ППМ изоляция относится к классу жестких пенополиуретанов и представляет собой массу вспененного пенополиуретана, с введенным в неё минеральным наполнителем (песок, зола и т. п.). Химической реакции между наполнителем и компонентами полимера при изготовлении ППМ изоляции не происходит. Полимерно-минеральная композиция представляет собой смесь без химического взаимодействия компонентов. 
Чаще всего основу ППМ изоляции составляют пенополиуретановая система и мелкодисперсный минеральный наполнитель. Введение значительного количества мелкодисперсных наполнителей и функциональных добавок позволяет получить материал, совмещающий в себе свойства пенополиуретанов и полимербетонов, а также существенно сократить расход компонентов и снизить стоимость этого материала. Введение в состав пенополиуретанов минеральных наполнителей и других специальных функциональных добавок в количествах, образующих высоконаполненные системы, улучшает физико-механические, теплофизические, антикоррозионные, технологические и другие характеристики материала.
ППМ совмещает в себе свойства теплоизоляционных пенопластов и прочных гидрофобных полимербетонов. Такие материалы могут быть созданы на различной синтетической основе, модифицированной минеральными наполнителями и специальными функциональными добавками.

## Область применения
Значительное распространение ППМ изоляция получила при строительстве трубопроводов тепловых сетей. Входит в число «представительных конструкций теплопроводов», рекомендованных нормативной документацией для подземной бесканальной прокладки тепловых сетей. (См. п.11.10 СП 124.13330.2012).
Может применяться для теплоизоляции строительных конструкций методом заливки. ППМ изоляция может применять на тепловых сетях с температурой теплоносителя до 150°С в пределах количественно-качественного графика отпуска тепловой энергии.
При использовании ППМ изоляции на надземных трубопроводах требуется обязательная защита от УФ-излучения в виде наружного покрытия или специальных добавок с УФ-абсорберами.

## Методы получения
Существует два метода промышленного получения ППМ изоляции и нанесения ее на стальные трубы и фасонные изделия.
1. При помощи механической мешалки;
2. При помощи заливочной машины высокого давления.